# Пива
Вижте пояснителната страница за други значения на Пива.
Пива (на сръбски: Пива) е историко-географска област в Черна гора, обитавана в миналото от племето пивляни. Районът представлява елипсовидна долина, разположена в подножието на северозападните планини на Черна гора. Граничи с Босна и Херцеговина. През него протича река Пива. Регионален център е град Плужине.

## История
Районът на Пива е населен от палеолита. През 70-те години на XX в. е проучена пещерата Одмут, в която са открити кости и еленски рога, върху които има добре запазени следи от художествена изработка от праисторическите хора.
Пива е спомената в Дуклянската летопис от XII в. като една от десетте области в Подгорие и в хрисовул на сръбския крал Стефан II Милутин от XIII–XIV в. В XII в. е в състава на Великото княжество Сърбия на Стефан Неманя, а след разпадането на сръбската държава през XIV в. е присъединена към босненската държава, а след това към Херцеговина, чиято столица се намира именно тук в Пива - град Сокол. През 1476–1478 г. вече е част от Османската империя и е отбелязана в нея като нахия в границите на Херцеговинския санджак.
След Берлинския конгрес от 1878 г. Пива влиза в очертанията на новата черногорска държава.
В района се намира и православният манастир Пива, основан през XVI в.

## Личности
Известни пивляни:
- Соколлу Мехмед паша – османски военен, държавник и везир, роден в православно семейство от този район и взет от османците при девширмето;
- Байо Пивлянин - хайдутин, герой на сръбския национален епос.
- Стоян Чупич - хайдутин, участник в Първото сръбско въстание